# Kozatske
Kozatske (en ukrainien : Козацьке, en russe : Казацкое) est une commune urbaine du raïon de Kakhovka dans l'oblast de Kherson, dans le sud de l'Ukraine. Elle compte 150 habitants en 2024.

## Histoire
Lors de l'invasion de l'Ukraine par la Russie en 2022, Kozatske est occupée par l'armée russe. Elle est reprise par les forces ukrainiennes lors de la contre-offensive vers Kherson, le 11 novembre 2022.